# 普拉曲沙
普拉曲沙（INN：pralatrexate）,中文商品名富洛特（Folotyn），是一种二氢叶酸还原酶抑制剂，由阿洛斯治疗（Allos Therapeutics）公司开发，用于治疗复发性或难治性外周T细胞淋巴瘤（PTCL）。
普拉曲沙于2009年9月在美国获批上市。是首个用于治疗外周T细胞淋巴瘤这种侵略性非霍奇金氏淋巴瘤的药物。
普拉曲沙是一种孤儿药物，被医疗媒体Fierce Pharma评为2023年美国十大最贵药物之一。

## 历史
这类抗癌药物的研究始于20世纪50年代的国际斯坦福研究所，当时研究人员正专注于开发抗肿瘤细胞新型化疗药物和抗叶酸剂。直到70年代晚期，纪念斯隆-凯特琳癌症中心研究人员发现癌细胞通过一种特定的质膜转运蛋白（即还原型叶酸1型载体，RFC-1）来摄取天然叶酸。进一步研究表明，当正常细胞进化为癌细胞时，它们通常会产生过量的RFC-1以确保获得足够叶酸。
随后，在美国国家癌症研究所支持下，国际斯坦福研究所、纪念斯隆凯特琳癌症中心和美国南方研究所达成合作，旨在寻找一种可以有效地被癌细胞内化（通过RFC-1运输到细胞内）且对癌细胞的毒性比对正常细胞更大的抗叶酸药物。直到90年代中期才发现普拉曲沙这一种化合物。2002年，普拉曲沙的开发许可被移交至Allos公司，以便进一步开发。2009年成功通过FDA批准在美国上市。
Allos公司于2012年9月5日被光谱制药（Spectrum Pharmaceuticals）收购，成为旗下子公司，普拉曲沙专营权随之归属，2019年，Acrotech公司以3亿美元收购了包括普拉曲沙在内的一系列光谱制药旗下药物。

## 社会文化

### 获批
普拉曲沙作为治疗PTCL药物于2009年9月在美国获批上市。在中华人民共和国，普拉曲沙于2019年1月提交上市申请获受理，并于2020年通过国家药品监督管理局批准。2023年8月凯信远达制药（CASI pharmaceuticals）与Acrotech等医药公司达成转让协议，获得普拉曲沙在中国的商业化权益，并以中文商品名“富洛特”销售。

### 价格
普拉曲沙是一种孤儿药物以昂贵的费用而著称。2009年在美国获得上市批准后立即受到定价审查。《纽约时报》当时强调了普拉曲沙每月3万美元的标价，并引用了一位联合健康保险公司高管的话称其价格“不合情理”，此外还遭到患者群体和一些肿瘤学家的批评，并指出整个治疗过程中的费用总计可能达到12.6万美元。普拉曲沙作为当时Allos公司上市的第一款也是唯一一款药物，Allos公司为其定价展开辩护，声称患者只需使用普拉曲沙几个月，其价格与其他罕见癌症治疗药物差不多，其次巨大的开发成本不得不以高价售卖，同时指出对这类侵袭性癌症患者没有其他治疗选择。
2022年1月，Acrotech将普拉曲沙价格涨价3%，药物费用达到842585美元/年，因此被Fierce Pharma评为2023年美国十大最贵药物之一。同年12月，费森尤斯卡比（Fresenius Kabi）推出普拉曲沙的仿制药，预对Acrotech的普拉曲沙销量造成一定冲击。